# Sundarnagar
Sundarnagar é uma cidade  no distrito de Mandi, no estado indiano de Himachal Pradesh.

## Geografia
Sundarnagar está localizada a 31° 32′ N, 76° 53′ L. Tem uma altitude média de 861 metros (2824 pés).

## Demografia
Segundo o censo de 2001, Sundarnagar tinha uma população de 23 979 habitantes. Os indivíduos do sexo masculino constituem 53% da população e os do sexo feminino 47%. Sundarnagar tem uma taxa de literacia de 82%, superior à média nacional de 59,5%: a literacia no sexo masculino é de 85% e no sexo feminino é de 78%. Em Sundarnagar, 10% da população está abaixo dos 6 anos de idade.